# Siborboron
Siborboron is een bestuurslaag in het regentschap Humbang Hasundutan van de provincie Noord-Sumatra, Indonesië. Siborboron telt 950 inwoners (volkstelling 2010).